# Policía de Rusia
La Policía (en ruso: Полиция), también llamada Policía de Rusia (Полиция России) es la agencia federal de aplicación de la ley en Rusia. Depende del Ministerio del Interior y fue establecida en 2011 en reemplazo del antiguo servicio de policía, conocido como Milítsiya.
Es el servicio de policía federal de Rusia y opera de acuerdo con la ley "Sobre la policía" (Закон "о полиции"), según lo aprobado por la Asamblea Federal, y posteriormente se convirtió en ley el 7 de febrero de 2011 por el entonces presidente de la Federación de Rusia, Dmitri Medvédev.

## Historia
El sistema fue creado para proteger el orden público y luchar contra el crimen en el Imperio ruso. Fue reorganizado el 1 de marzo de 2011, bajo la Federación de Rusia.
(a excepción de las estructuras existentes no relacionadas con el Ministerio del Interior).

### SigloXVI
En 1504, se instalaron Caballos de Frisia en Moscú, y los guardias, extraídos de la población local, estaban estacionados en ellos. La ciudad se dividió en áreas, entre las cuales se construyeron puertas con celosías. Estaba prohibido moverse por la ciudad de noche o sin iluminación. Posteriormente, el Gran príncipe Iván IV estableció patrullas alrededor de Moscú para aumentar la seguridad.
El Sudébnik de 1550 de Iván IV transfirió los casos "sobre ladrones" para estar bajo la jurisdicción de los ancianos honorarios. Antes de esto, las Cartas de Honor eran como premios y fueron dados por una petición de la población. Estas cartas permitieron a la sociedad local gestionar independientemente el trabajo policial. En las ciudades, las funciones policiales fueron guiadas por el alcalde.
La Administración contra Robos se mencionó por primera vez en 1571 y existió continuamente hasta el siglo XVIII. Fuentes escritas de Moscú han mencionado los boyardos y el robo organizado desde 1539. Konstantin Nevolin creía que la Administración de Robos era una comisión temporal establecida para poner fin a los robos. Sin embargo, dado que los robos solo se intensificaron, la comisión temporal se convirtió en un comité permanente y, por lo tanto, la Administración contra Robos se mantuvo.

### SigloXVII
Por un decreto del 14 de agosto de 1687, los asuntos de la Administración Robber fueron transferidos a las administraciones Zemsky. En abril de 1649, el Gran Príncipe Alejo I emitió un decreto sobre el sistema de bendición urbana utilizado anteriormente. Por decreto en la Ciudad Blanca (ahora conocida como Bélgorod), se crearía un equipo bajo el liderazgo de Iván Nóvikov y el secretario Vikula Panov. Se suponía que el destacamento debía mantener la seguridad y el orden, así como proteger contra incendios. Fueron traicionados por cinco empleados de celosía y "una persona de 10 yardas" con rugidos, hachas y tuberías de agua.
Los agentes de policía en las grandes ciudades se llamaban Zemsky Yaryg. El color de los uniformes variaba entre ciudades. En Moscú, los oficiales vestían ropas verdes y rojas. En el cofre, tenían cosidas las letras "З" (Z) y "Я" (Ya).

### SigloXVIII

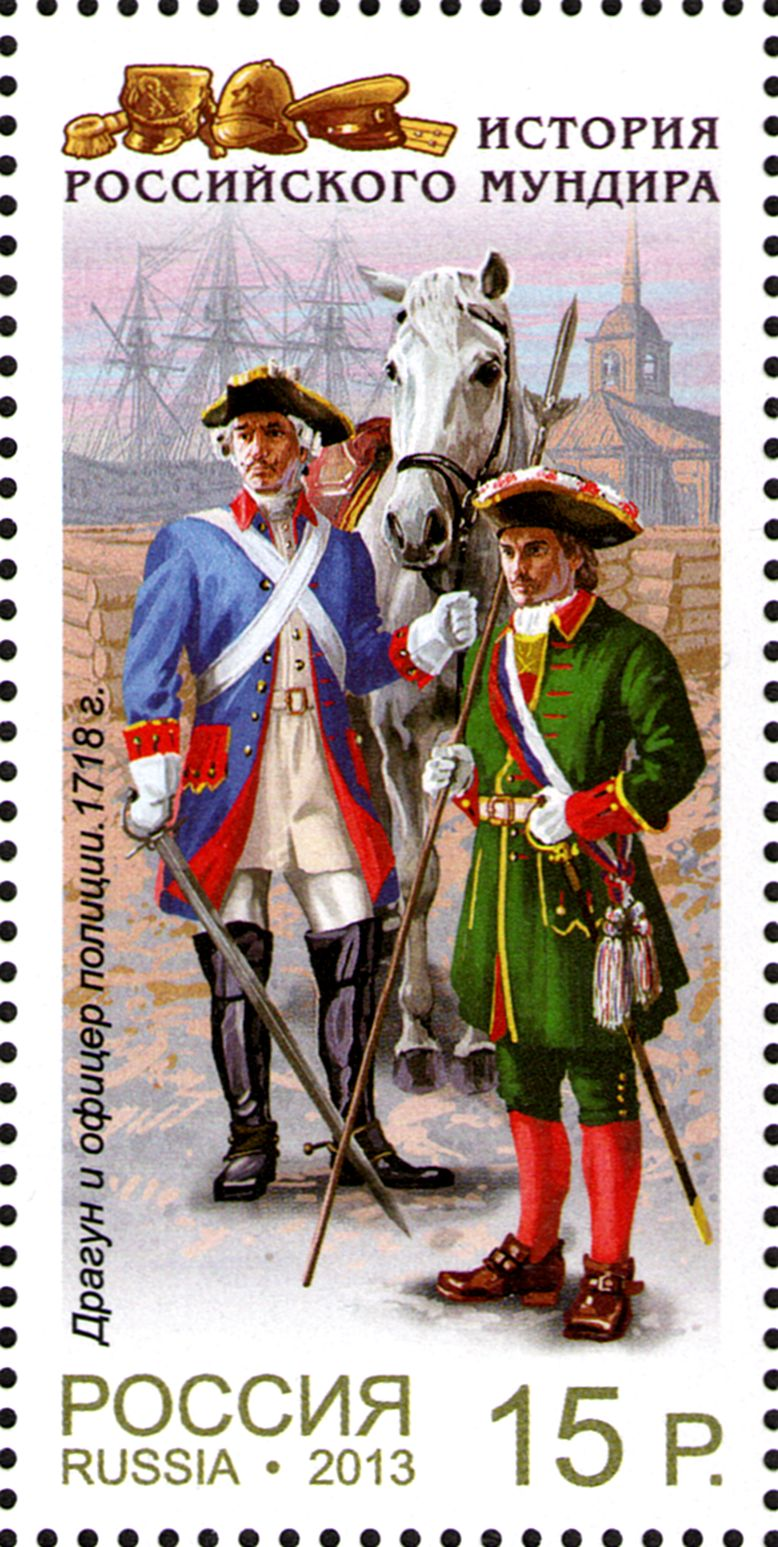
Dragón (izquierda) y un oficial de policía. 1718. Estampilla Rusia 2013.

La fuerza policial en San Petersburgo se estableció como la Policía Principal en 1715 por decreto de Pedro I. Inicialmente, el personal de la policía de San Petersburgo estaba formado por el subdirector general de policía, 4 oficiales y 36 rangos inferiores. El empleado administrativo y los diez empleados mantuvieron el trabajo de oficina en la oficina principal de la estación de policía. La policía no solo mantuvo el orden en la ciudad, sino que también llevó a cabo varias funciones económicas y se ocupó de la mejora de la ciudad: pavimentar calles, drenar lugares pantanosos, recolectar basura, etc.
El 7 de junio de 1718, el ayudante general António Manuel de Vieira fue nombrado general Polizeimeister. Para ayudarlo a completar el trabajo, se creó la Jefatura de Policía y se entregó un regimiento del ejército al General Polizeimeister. Todas las filas de este regimiento se convirtieron en oficiales de policía. Gracias a los esfuerzos del general de Vieira, en 1721, se instalaron las primeras linternas y bancos para descansar en San Petersburgo.
El 19 de enero de 1722, el Senado de Gobierno estableció la Policía de Moscú. El Ober-Polizeimeister debía ser designado por el emperador de las filas militares o civiles. Por instrucciones del 20 de julio de 1722, el Ober-Polizeimeister supervisó la protección de la paz pública en Moscú como jefe de la Oficina de Policía de Moscú. Entre 1729-1731 y 1762-1764, el jefe de la policía de Moscú fue llamado el general Polizeimeister.
El 23 de abril de 1733, la emperatriz Ana firmó un decreto "Sobre el establecimiento de la policía en las ciudades". Este decreto otorgó a la policía la autoridad de la corte y les permitió imponer sanciones en casos penales.

### SiglosXIXyXX

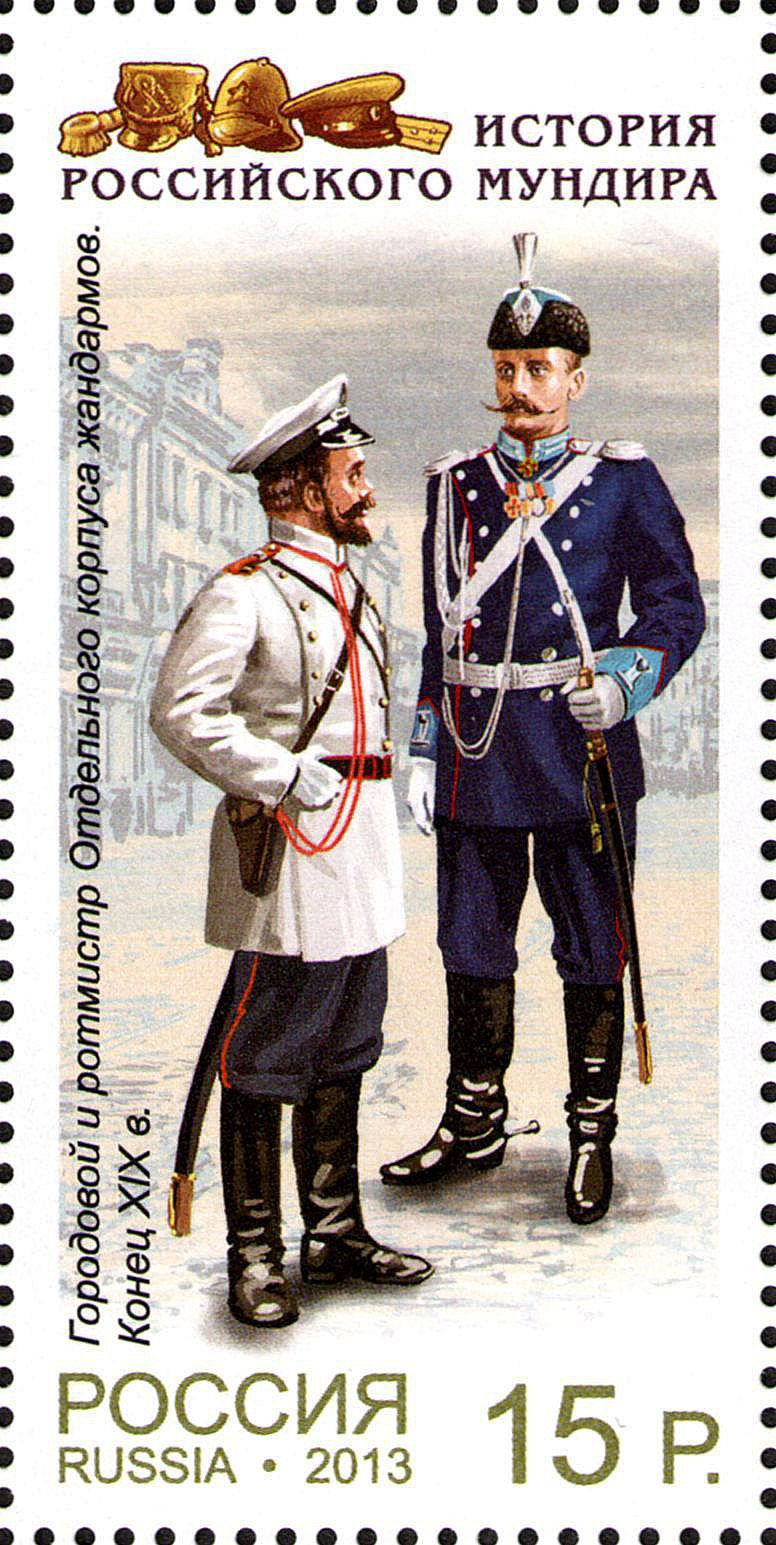
El uniforme del policía y capitán del Cuerpo Especial de Gendarmes a fines del. Estampilla Rusia 2013.

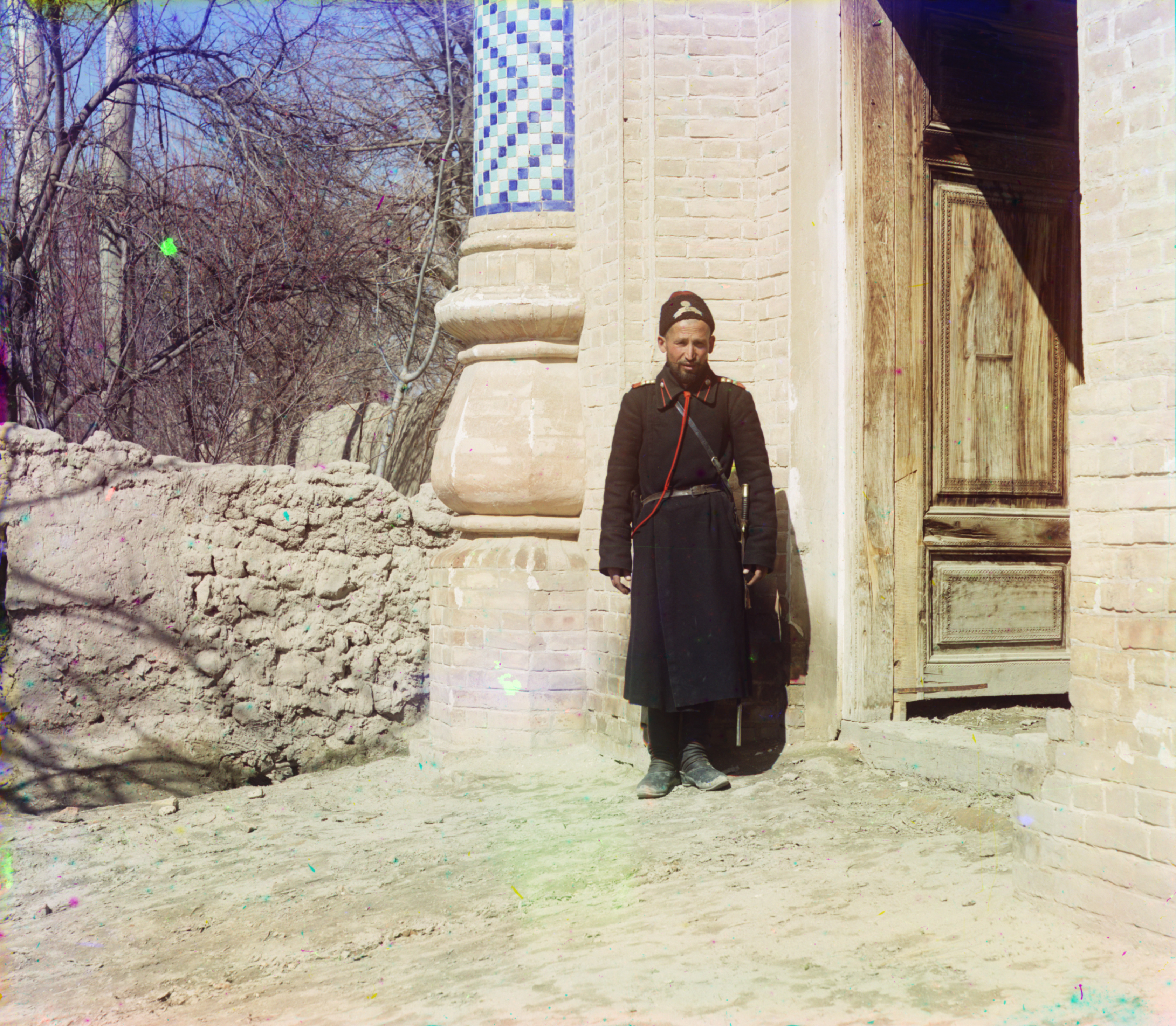
Policía de Samarcanda. 1905

En 1837, se emitió un reglamento sobre la policía de zemstvo, según el cual el jefe de policía de zemstvo elegido por la nobleza se convirtió en el jefe de la policía en el uyezd. Los policías designados por el gobierno provincial lo obedecieron. Ellos. a su vez, el décimo, sotsky, quinientos mil campesinos obedecieron.
En 1862, se llevó a cabo una reforma policial. El título de alcalde fue abolido; Los consejos municipales en aquellas ciudades que estaban subordinadas a la policía del distrito fueron adscritos a los tribunales de zemstvo, cambiaron el nombre de los departamentos de policía del distrito, y en aquellas ciudades que retuvieron su propia policía, separados de la policía del distrito, fueron renombrados a los departamentos de policía de la ciudad.
En 1866, se estableció una guardia zemstvo en los distritos del Reino de Polonia.
En 1866, el jefe de policía de San Petersburgo, Fiódor Trepov, envió una nota a Alejandro II, que decía: "Una brecha significativa en la institución de la policía metropolitana fue la ausencia de una parte especial con el propósito especial de realizar investigaciones para resolver crímenes, encontrar medidas generales para prevenir y reprimir crímenes. Estas responsabilidades recaían en las filas de la policía externa, que, soportando toda la carga del servicio policial, no tenía los medios ni la oportunidad de actuar con éxito a este respecto. Para eliminar esta deficiencia, se propuso establecer una policía de detectives”.
Por primera vez en la policía rusa, se crearon unidades especializadas para resolver crímenes y realizar investigaciones en San Petersburgo, donde en 1866 se estableció una policía de detectives bajo la oficina del jefe de la policía. Antes de eso, los investigadores forenses y toda la policía llevaban a cabo las funciones de detective en la forma en que existían en ese momento. Inicialmente, el personal de la investigación criminal de San Petersburgo era pequeño, el departamento consistía, además del jefe de su asistente, 4 funcionarios en tareas especiales, 12 detectives de la policía y 20 detectives civiles.
El Departamento de detectives fue fundado en 1866, operando bajo el Departamento de Policía del Ministerio del Interior, y en 1907, se habían creado departamentos similares en otras ciudades importantes del Imperio ruso, incluyendo Moscú, Kiev, Riga, Odesa, Tiflis, Bakú, Rostov del Don y Nizhni Nóvgorod. Otros distritos fueron vigilados por la policía rural o unidades de gendarmería.
En 1879 se formó el instituto de policías en las zonas rurales. Los oficiales de policía estaban destinados a ayudar a los oficiales de policía "para el desempeño de las tareas policiales, así como para la supervisión de los centuriones y capataces".
El 6 de agosto de 1880, se abolió la Tercera Sección de la Cancillería propia de Su Majestad Imperial y se formó el Departamento de Policía.
Desde 1889, el jefe de la policía de distrito comenzó a llamarse oficial de policía de distrito.
En 1903, en el campo, originalmente en 46 provincias, se introdujo un guardia policial de distrito. Para 1916, se extendió a 50 provincias.
El 9 de agosto de 1910, el ministro del Interior, Piotr Stolypin, emitió una Instrucción a los oficiales de los departamentos de detectives, que determinaron sus tareas y estructura. Cada departamento de detectives constaba de cuatro divisiones-escritorios estructurales:
- Detención personal.
- Búsquedas.
- Observaciones.
- Oficina de registro de información..

Por orden de Piotr Stolypin, en el Departamento de Policía, se establecieron cursos especiales para capacitar a los jefes de los departamentos de detectives. En el Congreso Internacional de Criminalistas, celebrado en Suiza en 1913, la policía detectivesca rusa fue reconocida como la mejor del mundo en resolver crímenes.
La fuerza policial de 3.500 efectivos de Petrogrado proporcionó la principal oposición a los disturbios, que marcaron el estallido inicial de la Revolución de febrero. Después de que las unidades del ejército que acuartelaban la ciudad desertaron, la policía se convirtió en el objetivo principal de los revolucionarios, y muchos fueron asesinados. La Policía del Imperio ruso se disolvió el 10 de marzo de 1917 y el 17 de abril, el Gobierno provisional estableció la Milicia Popular (Milítsiya) como un nuevo organismo de aplicación de la ley.

### Militsiya Soviética

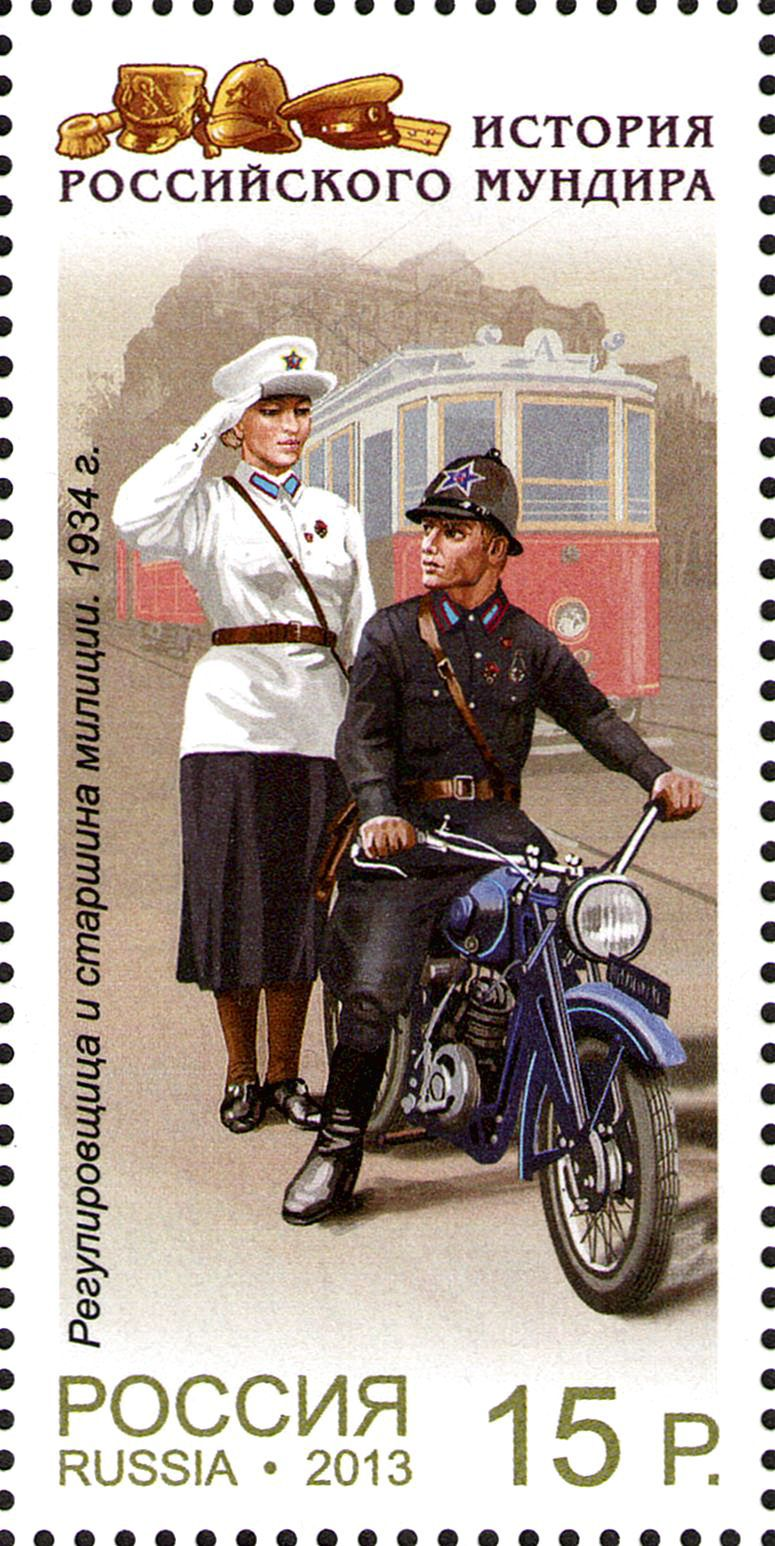
El controlador de tráfico y la starshina de la militsiya. Año 1934. Estampilla de Rusia. Año 2013

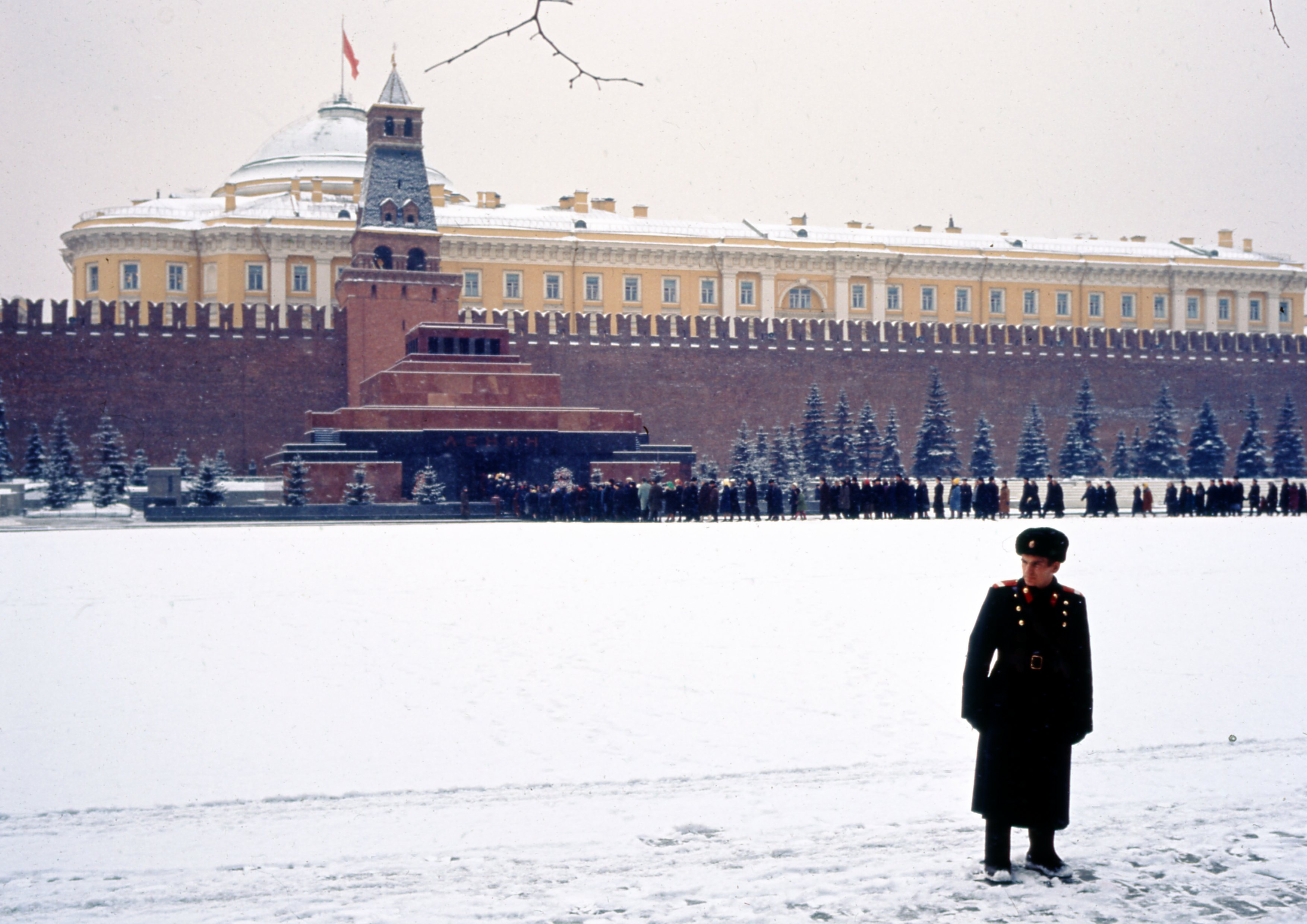
Un militsioner en la Plaza Roja de Moscú. 1964

Decisiones del Gobierno Provisional "Sobre la aprobación de la militsiya" y "Regulaciones temporales sobre la militsiya", emitidas el 17 de abril de 1917, se estableció la "milicia popular". Se declara que la milicia popular es el órgano ejecutivo del poder estatal a nivel local, "directamente bajo la jurisdicción de las administraciones públicas zemstvo y de la ciudad".
Simultáneamente con la "militsiya popular" del estado, los consejos de diputados obreros organizaron destacamentos de "militsiya obrera" y otras formaciones armadas, que estaban bajo la influencia de varias fuerzas políticas, y algunas veces fuera de ellas. Al mismo tiempo, la militsiya de los trabajadores no estaba subordinada a los comisarios de la militsiya de la ciudad.
El Consejo de la militsiya del pueblo de Petrogrado, formado el 3 de junio bajo los auspicios de los bolcheviques, entró en conflicto con el jefe de la militsiya de la ciudad, emitiendo consignas políticas en relación con la negativa a pagar pagos adicionales por el servicio en la militsiya de los trabajadores para trabajadores que reciben salarios completos en fábricas. La estructura estatal más importante será destruida.
El principio de autoorganización de las fuerzas de la ley y el orden fue implementado por el Partido Bolchevique durante algún tiempo después de octubre de 1917. El decreto del NKVD "Sobre la militsiya de los trabajadores" del 28 de octubre (10 de noviembre) de 1917 no preveía Las formas organizativas del aparato de la militsiya estatal.
La militsiya de los trabajadores tenía el carácter de organizaciones masivas de aficionados, se formó sobre la base de escuadrones voluntarios, por lo que no pudo detener el crimen desenfrenado.
El 10 de mayo de 1918, el Colegio de la NKVD adoptó una orden: "La militsiya existe como un personal permanente de personas que realizan tareas especiales, la organización de la militsiya debe llevarse a cabo independientemente del Ejército Rojo, sus funciones deben estar estrictamente delimitadas."
La militsiya se formó el 10 de marzo de 1917, reemplazando a las antiguas organizaciones policiales rusas del gobierno imperial. Hubo destacamentos de la milicia del pueblo y de la milicia de los trabajadores que se organizaron como unidades de policía paramilitar. Después de la disolución de la Unión Soviética, la militsiya continuó existiendo en Rusia hasta el 1 de marzo de 2011.

### 2011 reforma de Policía

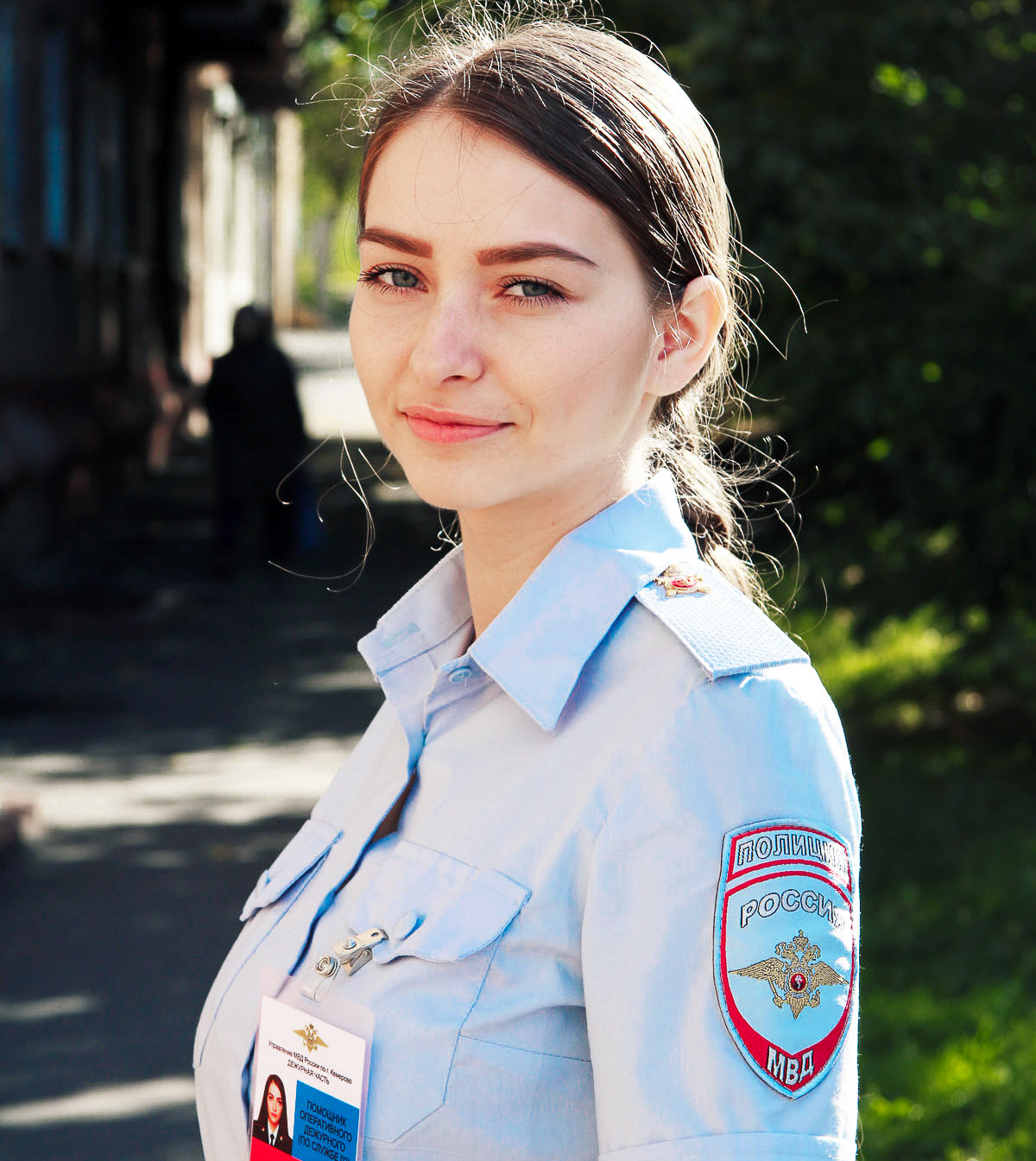
Uniforme de verano de un agente policial ruso

Iniciada por el ex presidente Dmitri Medvédev, la reforma policial rusa (Закон РФ "о полиции" (Zakon RF "O politsii" {Ley sobre la policía}) es un esfuerzo continuo para mejorar la eficiencia de las fuerzas policiales rusas, disminuir la corrupción y mejorar el público imagen de la aplicación de la ley. El 7 de febrero de 2011, se hicieron enmiendas a las leyes de la policía, el código penal y el código de procedimiento penal. Las enmiendas entraron en vigor el 1 de marzo de 2011. Estos cambios estipulan un personal de aplicación de la ley reducción del 20%, renombrando a los agentes de la ley rusos de "militsiya" (milicia) a "politsiya" (policía), aumentos sustanciales de los salarios, centralización de la financiación y varios otros cambios. Se han asignado alrededor de ₽ 217 mil millones (€ 2,3 mil millones) del presupuesto federal para financiar la reforma.

#### Principales cambios y objetivos de la reforma
- Cambio de nombre. Según la reforma, el nombre de los agentes de la ley rusos se cambió del término "militsiya" (milicia) de la era soviética a "politsiya" (policía) más universal el 1 de marzo de 2011.[3][4]
- Reducción de personal y aumento salarial. El número de agentes de policía se redujo en un 20%, pasando de 1,28 millones a 1,1 millones en 2012. La reducción se logró mediante una evaluación exhaustiva de todos los agentes. Todas las evaluaciones ocurrieron durante o antes de junio de 2011, y aquellos que fallaron la evaluación perdieron sus trabajos. Todos los oficiales que previamente habían recibido sanciones administrativas o tenían vínculos con el inframundo criminal fueron despedidos. Para aquellos oficiales que sobrevivieron a la reducción, los salarios se incrementaron en un 30%.[5]
- Centralización. Como resultado de la reforma, la policía rusa se convirtió en una institución de nivel federal, con fondos totalmente provenientes del presupuesto federal. Según el antiguo sistema, las unidades policiales responsables del orden público y los delitos menores estaban bajo la jurisdicción de las autoridades regionales y municipales, financiadas con el presupuesto regional y eran más responsables ante los gobernadores regionales que ante el gobierno federal central.[6]
- Cambios en los derechos policiales y de detenidos. Según la nueva ley, los detenidos recibirán el derecho de hacer una llamada telefónica dentro de las 3 horas posteriores a la detención. También recibirán el derecho a tener un abogado e intérprete desde el momento de su detención, y la policía debe informar al detenido sobre sus derechos y deberes. La policía ya no tiene derecho a realizar y exigir controles de las actividades financieras y comerciales de una empresa. La policía tampoco puede detener a un ciudadano durante una hora solo para verificar su identidad.[7]

Así, el 7 de agosto de 2010, se propuso un nuevo proyecto de ley Ley "sobre la policía" (el mismo proyecto de ley con los nombres cambiados de "militsiya" a "policía").
El nuevo proyecto de ley es una continuación de la política opuesta de la reforma de 2002, es decir, una centralización aún mayor. Se están aboliendo las instituciones de la militsiya de seguridad pública y la militsiya criminal. A diferencia de la militsiya, que está parcialmente subordinada a la autoridad del sujeto de la federación, la policía no está relacionada con el tema de la federación (según el proyecto de ley).
El 7 de febrero de 2011, el presidente tuiteó un mensaje:

| Dmitri Medvédev | Twitter |
| @MedvedevRussia |         |

             en ruso: Подписал закон о полиции. Спасибо всем, кто участвовал в обсуждении этого важного документа. Закон — первый шаг к обновлению МВД.

            Firmé la ley policial. Gracias a todos los que participaron en la discusión de este importante documento. La ley es el primer paso hacia la actualización del Ministerio del Interior.
        

        7 de febrero de 2011

El 1 de marzo de 2011, la Ley de Policía entró en vigencia y, a partir del 1 de enero de 2012, todos los símbolos de la policía se invalidaron.
A pesar de las críticas de ciertos segmentos de la sociedad y varios partidos políticos de oposición, el proyecto de ley fue aprobado en primera lectura el 10 de diciembre de 2010. La Duma Estatal el viernes 28 de enero de 2011 aprobó el proyecto de ley "Sobre la policía" en el Tercera lectura final. Solo 315 diputados votaron a favor de la aprobación de la ley, 130 estaban en contra, no hubo abstenciones.
Originalmente se planeó que la nueva ley entrara en vigor en enero de 2011, pero la policía en Rusia revivió oficialmente el 1 de marzo de 2011.
Alrededor de 5 millones de personas participaron en la discusión en línea del proyecto de ley "Sobre la policía", que es único para Rusia. Como resultado, el proyecto de ley, en comparación con la forma inicial, ha sufrido cambios significativos relacionados con los poderes de la nueva estructura. En particular, las disposiciones de que los agentes de policía pueden ingresar libremente en las instalaciones de los ciudadanos, los terrenos que les pertenecen, en territorios, terrenos y locales ocupados por asociaciones y organizaciones públicas, así como la "presunción de legalidad" de la policía, que causó la mayoría de las críticas ("Las demandas del oficial de policía dirigidas a los ciudadanos y funcionarios y las acciones tomadas por él se consideran legales hasta que se establezca de otra manera en la forma prescrita por la ley"), aunque, según los políticos de la oposición, esta redacción solo fue velada, y no excluidos.

## Insignias
Los agentes de la policía rusa visten uniformes de acuerdo con la orden del Ministerio del Interior de la Federación de Rusia del 26 de julio de 2013 N 575 “Con la aprobación de las Reglas para el uso de uniformes, insignias e insignias departamentales por parte de los empleados de los órganos de asuntos internos de la Federación de Rusia ".
La insignia de distinción especial de los oficiales de los regimientos operativos de la policía rusa es una boina negra.
Para los empleados de la policía turística, un letrero con las palabras "ТУРИСТИЧЕСКАЯ ПОЛИЦИЯ TOURIST POLICE" y la bandera de Rusia.

Los agentes de policía que están calificados para usar una boina marrón pueden usar una boina marrón.

Parche de afiliación al Ministerio del Interior de Rusia
Parche de patrulla policial
Parche de policía de tránsito
Parche policial de transporte

### Rangos de la policía
La policía rusa no usa el rango de cabo. 
Oficiales
| Equivalente de la OTAN | OF-10           | OF-9                                               | OF-8                                  | OF-7                                | OF-6                          | OF-5                          | OF-4                         | OF-3  | OF-2    | OF-1                               | OF-1                | OF-1                            | OF (D) |
| ---------------------- | --------------- | -------------------------------------------------- | ------------------------------------- | ----------------------------------- | ----------------------------- | ----------------------------- | ---------------------------- | ----- | ------- | ---------------------------------- | ------------------- | ------------------------------- | ------ |
| Bandolera              | Sin equivalente |                                                    |                                       |                                     |                               |                               |                              |       |         |                                    |                     |                                 |        |
| Rango                  |                 | General de la policia (Director Adjunto Operativo) | Coronel general (Subdirector General) | Teniente general (Jefe de División) | Mayor general (Jefe Superior) | Coronel (Comisario Principal) | Teniente coronel (Comisario) | Mayor | Capitán | Teniente primero (iInspector Jefe) | Tenente (Inspector) | Teniente segundo (Subinspector) | Cadete |

Alistado
| Equivalente de la OTAN | OR-9                 | OR-9         | OR-8      | OR-7           | OR-6                          | OR-5             | OR-4            | OR-3            | OR-2              | OR-1            |
| ---------------------- | -------------------- | ------------ | --------- | -------------- | ----------------------------- | ---------------- | --------------- | --------------- | ----------------- | --------------- |
| Bandolera              |                      |              |           |                |                               |                  | Sin equivalente | Sin equivalente |                   | Sin equivalente |
| Rango                  | Starshí práporshchik | Práporshchik | Starshina | Sargento mayor | Sargento (Oficial de Policía) | Sargento primero |                 |                 | Policía (Policía) |                 |

## Administración central
1. Servicio de Policía Criminal: Departamento de Investigaciones Criminales (ruso: Уголовный розыск)
  - Oficina principal para Investigación Criminal
  - Principal Directorate para Mantenimiento de Orden público (policía Patrullera) (ruso: Главное управление по обеспечению охраны общественного порядка)
  - Principal Directorate para Seguridad de Tráfico de la Carretera (policía de Tráfico) (ruso: Государственная инспекция безопасности дорожного движения)
  - Oficina principal para Combatir Económico y Delitos de Impuesto (ruso:Отдел борьбы с экономическими преступлениями)
  - Oficina para Información de Investigación Operacional
  - Co-Oficina de ordenación de Servicio de Policía Criminal
  - Oficina principal del Interior para Transporte
  - Oficina para Situaciones de Crisis
  - Oficina para Provisiones de Recurso
  - Finanza y Oficina de Economía
2. Servicio logístico
  - Oficina para Soporte Material y Técnico
  - Co-Oficina de ordenación de Servicio Logístico
  - Oficina médica
  - Finanza y Departamento de Economía
  - Oficina para Comunicación y Automatización
  - Oficina para Construcción Capital
  - Oficina de Servicios generales
3. Divisiones independientes
  - Oficina principal para Seguridad Interna (en ruso: Главное управление собственной безопасности МВД России)
  - Investigative Oficina (en ruso: Следственное управление)
  - Oficina principal para Aplicación de Fármaco (en ruso: Главное управление по контролю за оборотом наркотиков)
  - Oficina principal para asuntos de Migración (en ruso: Главное управление по вопросам миграции)
  - Control y Auditando Oficina
  - Centro de Pericia forense
  - Agencia Central nacional para Interpol
  - Oficina de Formación de la movilización
  - Centro principal para Información
  - Oficina Legal principal
  - Oficina para Internacional Cooperación
  - Oficina para Información Contactos Regionales